# Rubén Gracia
Rubén Gracia Calmache (Zaragoza, 3 augustus 1981) - alias Cani - is een Spaans voetballer die bij voorkeur als rechtermiddenvelder speelt, maar ook aan de linkerkant uit de voeten kan. Hij tekende in juli 2015 een contract tot medio 2016 bij Deportivo La Coruña. Dat nam hem over van Villarreal, waarvoor hij negen jaar speelde.

## Clubs
Cani's profcarrière begon in zijn geboorteplaats, bij Real Zaragoza. Hij werd een jaar verhuurd aan Utebo FC en speelde daarna in het tweede elftal van Zaragoza. Tijdens het seizoen 2001/02 debuteerde hij in de hoofdmacht, in een wedstrijd tegen FC Barcelona (1-1). Cani werd een vaste waarde in de basis van Zaragoza en in het seizoen 2003/04 won hij zowel de Copa del Rey als de Supercopa met de club.
Cani verruilde Zaragoza in 2006 voor Villarreal Villarreal, de nummer zeven van de Primera División in het voorgaande seizoen. De club betaalde circa elf miljoen euro voor hem. Hij speelde er de volgende negen jaar, waarvan acht op het hoogste niveau. Het sportieve hoogtepunt in die tijd was het seizoen 2007/08, waarin hij met de club tweede werd. Als gevolg hiervan debuteerde Cani het seizoen erna met Villarreal in de UEFA Champions League, die hij en zijn ploeggenoten ook in het seizoen 2011/12 bereikten. In het seizoen 2009/2010 speelde hij voor het eerst in de UEFA Europa League.
Nadat Villareal in 2013 Marcelino aanstelde als hoofdcoach, kwam Cani in het volgende seizoen nog 26 competitiewedstrijden in actie. In het eerste halfjaar van 2014/15 werden dat negen competitiewedstrijden, waarop Villarreal hem voor een half jaar verhuurde aan Atlético Madrid. Cani liet de club in juli 2015 na negen jaar definitief achter zich en tekende een contract tot medio 2016 bij Deportivo La Coruña, de nummer zestien van de Primera División in het voorgaande seizoen.

## Erelijst
| Copa del Rey | 1x | 2003/04 |
| Supercopa    | 1x | 2004    |

1 Álvarez  ·
2 Zedadka ·
3 Amador ·
5 Grau ·
6 Francés ·
7 Valera ·
8 Aguado ·
9 Azón ·
10 Guti ·
11 Mesa ·
12 Bakış ·
13 Poussin ·
14 Serrano ·
15 Mouriño ·
17 Nieto ·
18 Gámez ·
19 Vallejo ·
20 Mollejo ·
21 Moya ·
22 Lecoeuche ·
23 Enrich ·
24 López ·
25 Badia ·
35 Rebollo ·
Coach: Velázquez